# Nick Olij
Nick Quinten Olij (Haarlem, 1 augustus 1995) is een Nederlandse voetballer die als doelman speelt. In juni 2025 tekende hij een vierjarig contract bij PSV, dat hem overnam van Sparta Rotterdam.

## Clubarrière

### Jeugd
Olij werd geboren in Haarlem, maar bracht een deel van zijn jeugd door in Spanje. Op achtjarige leeftijd verhuisde het gezin vanwege het werk van zijn vader naar Castelldefels, een plaats aan de kust bij Barcelona. Tijdens deze periode begon Olij met voetballen bij de lokale club UE Castelldefels. Hier legde hij de basis voor zijn loopbaan, terwijl hij daarnaast Spaans leerde spreken. Na vier jaar in Spanje keerde het gezin terug naar Nederland, waarna Olij ging spelen in de jeugdopleiding van Koninklijke HFC.

### AZ
Olij maakte in 2011 de overstap van de jeugd van Koninklijke HFC naar AZ. Vanaf het seizoen 2014/15 zat hij af en toe op de bank bij het eerste team. Olij maakte op 14 december 2016 zijn debuut voor het eerste elftal, in een bekerwedstrijd tegen ASWH. Hij speelde met Jong AZ vanaf het seizoen 2017/18 in de Eerste divisie. Zijn optreden voor het eerste elftal van AZ bleef beperkt tot één wedstrijd onder de lat.

### Verhuur aan TOP Oss
In de zomer van 2018 werd bekend dat AZ Olij voor het seizoen 2018/19 zou verhuren aan Eerste divisionist TOP Oss. In Oss werd Olij snel basisspeler, waardoor hij de concurrentie won van Ronald Koeman jr. Uiteindelijk had Olij een belangrijk aandeel in het beste seizoen in de geschiedenis van de club.

### NAC Breda
Na het seizoen in Oss liep zijn contract in Alkmaar af, dat niet verlengd werd. Daardoor tekende Olij een contract tot juni 2021 bij NAC Breda, dat hem transfervrij overnam van AZ. Hij keepte drie seizoenen voor NAC Breda, maar wist nooit te promoveren naar de Eredivisie. In het seizoen van de play-offs om promotie in 2021 verloor hij met NAC de finale van N.E.C. Hij kwam tot 115 wedstrijden voor NAC.

### Sparta Rotterdam
In juni 2022 tekende Olij een contract tot juni 2026 bij Sparta Rotterdam, waar hij de opvolger was van de naar Watford vertrokken Maduka Okoye.

### PSV
Op 12 juni 2025 tekende hij een vierjarig contract bij regerend landskampioen PSV.

## Clubstatistieken
| Seizoen                    | Club             | Competitie      | Competitie | Competitie | Beker | Beker | Internationaal | Internationaal | Overig | Overig | Totaal | Totaal |
| Seizoen                    | Club             | Competitie      | Wed.       | Dlp.       | Wed.  | Dlp.  | Wed.           | Dlp.           | Wed.   | Dlp.   | Wed.   | Dlp.   |
| -------------------------- | ---------------- | --------------- | ---------- | ---------- | ----- | ----- | -------------- | -------------- | ------ | ------ | ------ | ------ |
| 2016/17                    | AZ               | Eredivisie      | 0          | 0          | 1     | 0     | —              | —              | —      | —      | 1      | 0      |
| 2016/17                    | Jong AZ          | Tweede Divisie  | 31         | 0          | 0     | 0     | —              | —              | —      | —      | 31     | 0      |
| 2017/18                    | Jong AZ          | Eerste Divisie  | 35         | 0          | 0     | 0     | —              | —              | —      | —      | 35     | 0      |
| 2018/19                    | → TOP Oss        | Eerste Divisie  | 30         | 0          | 2     | 0     | —              | —              | —      | —      | 32     | 0      |
| 2019/20                    | NAC Breda        | Eerste Divisie  | 29         | 0          | 5     | 0     | —              | —              | —      | —      | 34     | 0      |
| 2020/21                    | NAC Breda        | Eerste Divisie  | 34         | 0          | 0     | 0     | —              | —              | 3      | 0      | 37     | 0      |
| 2021/22                    | NAC Breda        | Eerste Divisie  | 38         | 0          | 4     | 0     | —              | —              | 2      | 0      | 44     | 0      |
| 2022/23                    | Sparta Rotterdam | Eredivisie      | 31         | 0          | 1     | 0     | —              | —              | —      | —      | 32     | 0      |
| 2023/24                    | Sparta Rotterdam | Eredivisie      | 34         | 0          | 2     | 0     | —              | —              | 1      | 0      | 37     | 0      |
| 2024/25                    | Sparta Rotterdam | Eredivisie      | 34         | 0          | 2     | 0     | —              | —              | —      | —      | 36     | 0      |
| 2025/26                    | PSV              | Eredivisie      | 0          | 0          | 0     | 0     | 0              | 0              | 0      | 0      | 0      | 0      |
| Carrière totaal            | Carrière totaal  | Carrière totaal | 296        | 0          | 17    | 0     | 0              | 0              | 6      | 0      | 319    | 0      |
| Bijgewerkt op 12 juni 2025 |                  |                 |            |            |       |       |                |                |        |        |        |        |

## Interlandcarrière
Hij was Nederlands jeugdinternational en won met het Nederlands voetbalelftal onder 17 in 2012 het Europees kampioenschap. In de finale stopte Olij de beslissende penalty.
In oktober 2023 werd Olij door bondscoach Ronald Koeman voor het eerst opgeroepen voor het Nederlands elftal. Olij was de eerste Spartaan in de Oranjeselectie in lange tijd. De laatste Spartaan voor hem was John Veldman in 1996.

## Erelijst
Nederland onder 17
- UEFA EK onder 17: 2012

 PSV
- Johan Cruijff Schaal: 2025

## Privé
- Olij spreekt vloeiend Spaans en sprak vroeger Catalaans. Beide talen leerde hij op school.[11]